# Alexi Worth
Alexi Worth (* 13. května 1964 New York) je americký malíř, kurátor a kritik. Jeho matka byla sociální pracovnice, otec zakladatelem nakladatelství specializujícího se na vysokoškolské učebnice. Studoval na Yaleově škole umění, kde v roce 1986 získal titul BA. Poté studoval na Skowheganské škole malířství a sochařství a do roku 1993 na Škole krásného umění při Bostonské univerzitě, odkud má titul MFA. Později se věnoval pedagogické činnosti, mj. na Škole designu na Pensylvánské univerzitě. Svými články přispíval například do periodik The New Yorker, Artforum a dalších. Roku 2009 získal Guggenheimovo stipendium. V roce 1997 se oženil s architektkou Erikou Belsey.